# Moria (ゲーム)
The Dungeon of Moria (Moria、モリア、モリアのダンジョン) はローグライクゲームの一種であり、J・R・R・トールキンの小説指輪物語にインスパイアされて作られた。モリア鉱山の奥深くにいるデュリンのベインと思しきバルログを討伐することがゲームの目的。Umoria (UNIX Moria)という名前の移植版はAngbandというローグライクゲームに影響を与えた。このゲームはブリザード・エンターテイメントのディアブロの初期デザインに影響を与えた。

ローグライクゲームの系譜。モリアの起源はローグに遡る。

最初のバージョンはロバート・アラン・コエネケがローグに熱中した後にオクラホマ大学で開発されたが、彼が使用できたミニコンのVAX-11/780では動かなかった。
コエネケは1981年にVMS BASICでモリアを開発し、1983年の夏にこれをVMS PASCALで書き直した。1984年からジミー・ウェイン・トッド・ジュニアがコエネケと一緒に開発を続けるようになった。共有や変更は可能だが商用利用は不可という条件で1985年にソースコードが公開されて広く配布された。
VMS版の最終バージョンは1986年11月にリリースされたMoria4.8だった。
ジェームス・E・ウィルソンは1987年にUmoriaをベースにゲームの開発を続け、C言語で書き直してUNIXとMS-DOSに移植し、後にAmiga、 Atari ST、Apple II GSなどにも移植された。
2008年にフリー・モリアプロジェクトが立ち上がり、GNUライセンスでUmoriaが配布された。VMSモリアの主要開発者であるジミー・ウェイン・トッド・ジュニアはこのライセンスの同意者一覧に名前が入っていない。

## ゲーム内容
モリアではまずキャラクターの作成から始まる。プレイヤーはまず、人間、ハーフエルフ、エルフ、ハーフリング、ノーム、ドワーフ、ハーフオーク、ハーフトロールの中から「種族」を選択する。種族により基本的な特性や職業の範囲が決まる。次にウォリアー、メイジ、プリースト、ローグ、レンジャー、パラディンの中からキャラクターの職業を選ぶ。職業によりまた特性が変わり、ゲーム中に得られる能力によっても特性が変わる。メイジ、レンジャー、ローグは魔法を習得できる。プリーストとパラディンは祈祷を習得できる。戦士が習得できる能力はない。
プレイヤーは（1）雑貨店、（2）武器庫、（3）武器屋、（4）寺院、（5）錬金術店、（6）マジックユーザーストアの6つの施設がある町で、限られたアイテムを持った状態からスタートする。このレベルにはランダムに生成された地下迷路に下る階段がある。深いレベルに降りるほどモンスターが強くなり、良い宝物が見つかる。プレイヤーが階段を上り下りするとレベルは新しく作り直され、古いレベルは破棄される。町だけは終始変化せずにそのままである。
他のローグライクゲームと同様に、キャラクターが死亡した場合、セーブデータをロードし直すことはできない。セーブできるのは脱出した時のみで、セーブできるゲームで一般的に使われる失敗した時にロードしてやり直す技が使えないようになっている。
バルログ（大文字のBで表される）は、ダンジョンの最下層で遭遇する。バルログを殺すとゲームが終了し、それ以上セーブすることはできない。

### プレイヤーの特徴

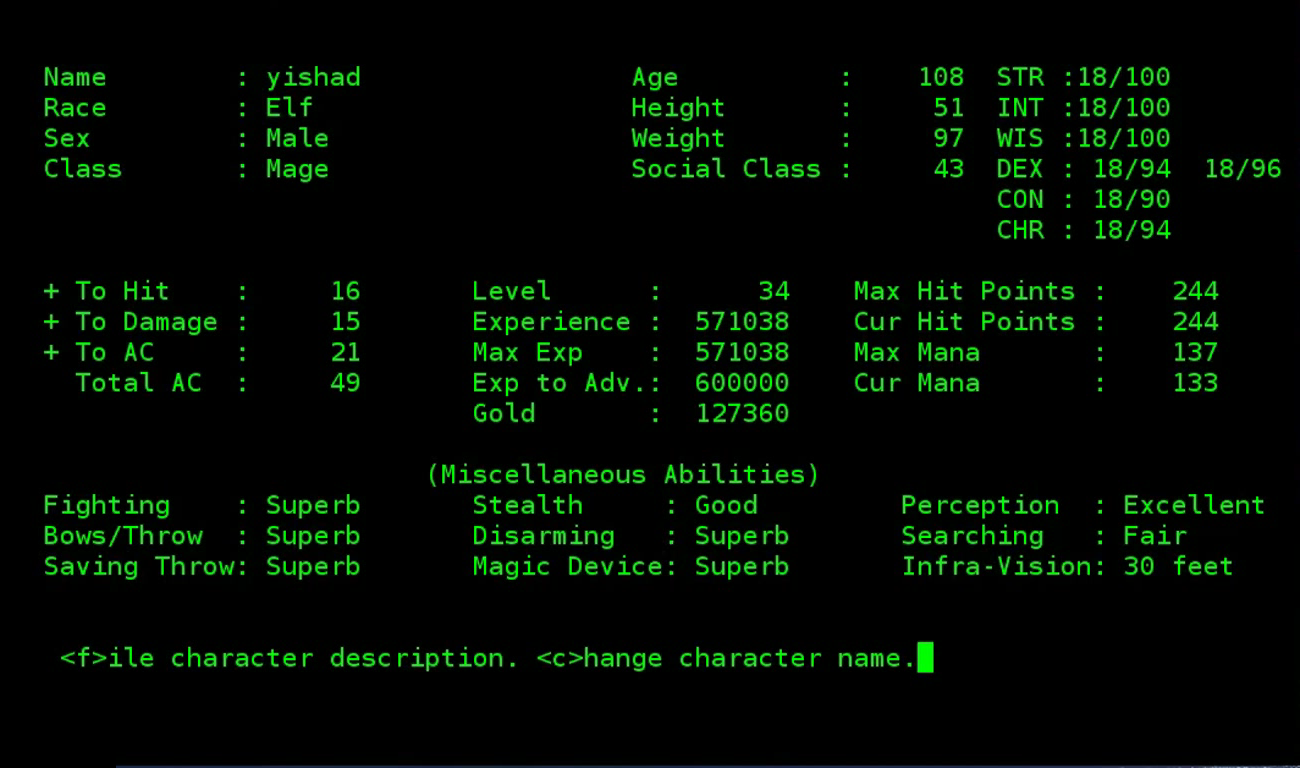
レベル34のエルフメイジのキャラクターシート。

ゲームのプレイヤーには数多くの特性がある。性別、体重、身長などの特性は一度決めると二度と変更できないが、強さ、知性、アーマークラスなどの他の特性は特別なアイテムを特別な方法で用いることにより変更できる。マナとヒットポイントは休息をとるか、魔法により回復できる。宝石や通貨の上に乗るとゴールドを入手できる。経験値は主にダンジョンでクリーチャーを殺すことにより得られる。その他の特性はスキルを使ったり、経験値を得たりすることにより変化する。